# 대한민국 제6공화국
대한민국 제6공화국(大韓民國第六共和國)은 대한민국에서 1987년의 6월 항쟁의 결과로 발표된 6.29 민주화 선언에 의해 1987년 10월 29일 5년 단임의 대통령 직선제로 하여, 민주적으로 개정된 헌법 제10호에 의해 성립되어 현재까지 지속되고 있는 헌정체제이다.

## 역사
1987년 6월 항쟁 이후 치러진 첫 번째 대통령 선거에서는 신군부 출신의 민주정의당 노태우가 당선되었다. 노태우 대통령은 임기 기간에 북방 정책을 추진하고, 국제기구 유엔에 대한민국과 조선민주주의인민공화국이 함께 가입하였으며, 남북고위급회담과 한반도 비핵화 공동 선언 등의 적극적인 대북 외교를 펼쳤고 1988 서울 올림픽의 성공적 개최, 범죄와의 전쟁, 1기 신도시 건설, 해외여행 자유화 선언, 국정감사 부활 등 성과를 이루졌다. 그러나 낙동강 폐놀 사건, 서울 강남 수서지구 비리 논란, 강기훈 유서 대필 조작사건, 3당 합당, 군 부재자 부정투표 사건, 재야세력 인사 탄압 등 여러가지 사건 때문에 비판을 받았다.
1992년 두 번째 대통령 선거에서는 민주자유당의 김영삼이 당선되어 보수 정권의 첫 정권 연장을 성공했다. 김영삼 대통령의 문민정부는 금융실명제 등의 비리 일신 정책과 지방 자치제, 역사 바로 세우기, 두명의 전직 대통령 구속, 경제 협력 기구 OECD 가입, 조선총독부 청사 철거, 2002 월드컵 한-일 공동개최, 역사 바로 세우기, 지방자치제 실시를 펼쳤으나, 임기 내 후진국형 대참사, 과도한 예산 낭비와 여전히 존재하는 부정부패·비리, 대통령 측근들의 권위남용, 그리고 경제 리스크의 부실 대응으로 인해 임기 말기에는 수많은 대한민국 대기업들의 연쇄 부도사태, 대규모 실업자 발생, 주가지수 대폭락, 환율 폭등, 국회 노동법 날치기 통과, 국제통화기금 IMF에게 구제금융을 요청하는 사태를 맞게 되었고 대한민국은 6.25 한국전쟁 이후 사상 최악의 두번째 국난을 맞게 된다.
1997년 세 번째 대통령 선거에서는 새정치국민회의의 김대중이 당선되어 헌정 사상 처음으로 36년만에 평화적 정권 교체에 성공하였다. 진보 정권으로는 처음 출범하는 초대 정권 이자 김대중 대통령의 국민의 정부는 대한민국 정부 수립 50주년을 맞이 하여 '제2의 건국'을 슬로건으로 내세워 국가 경제 회복을 추진하였다. 또한 햇볕정책, 금강산관광, 개성공업지구, 남북 경의선 철도 연결 사업 등 남북 화해 협력 정책을 추진하여 남북 관계를 호전시키는데 성공하고 2002 한일월드컵 4강 신화로 국민대통합을 이루는데 현신하였다. 그러나 임기 말에는 대통령의 자녀들의 비리로 인해 정권 도덕성에 심각한 타격을 받았다.
2002년 네 번째 대통령 선거에서는 해양수산부 장관 출신 새천년민주당의 노무현이 당선되어 첫 진보 정권의 연장을 성공했다. 노무현 대통령의 참여정부는 국민들과 함께 하는 민주주의, 더불어 사는 균형 발전 사회, 평화와 번영의 동북아시아 시대 등을 제시하였다. 노 대통령은 임기 초반에 집권여당 새천년민주당의 대규모 분당사태, 야당과의 갈등으로 2004년 헌정 사상 최초로 대통령 탄핵 소추를 맞이하는 위기를 겪기도 하였으며, 대통령에 맞지 않는 파격적인 언행으로 큰 파장을 불러일으켰다. 그리고 정경유착의 단절, 권위주의의 청산, 시민사회의 성장 등은 노무현 정부의 대표적인 성과로 평가받고 있다. 또한 제2차 남북정상회담의 성사와 한미 FTA 타결도 긍정적인 평가를 받고 있다. 그러나 코스피 지수가 175% 상승하는 등 주식 시장이 호황을 누렸음에도 청년 실업률 상승과 비정규직이 급증하고 부동산 가격이 폭등하는 등 서민들의 경제는 고통을 받았다.
2007년 다섯 번째 대통령 선거에서는 기업인 출신이며 서울특별시장 출신 한나라당의 이명박이 당선되어 10년 만에 보수 정권의 첫번째 교체됐다. 이명박 정부는 747 경제공약과 실용주의, 경제 발전을 추구하며, 글로벌 경제위기를 극복하고 4대강 사업과 자원외교를 추진하였다. 정권 초반부에는 미국산 소고기 파동로 인한 촛불 시위 등의 정부에 대한 사회적 갈등이 발생하기도 했으며 금강산 관광객 사망사건, 임기 2년 차에는 이명박 정부의 민주주의 후퇴 논란, 용산 철거민 참사, 임기 3년 차에는 천안함 피격 사건과 연평도 포격 사건로 인해 남북관계는 최악으로 갔다. 정권 중반부에는 2018 평창 올림픽 개최 유치 성공과 아덴만 여명 작전으로 성과을 이루어졌지만 미디어법 날치기 통과, 동남권 신공항의 백지화 논란, 세종시 수정안 부결, 서울시 무상 급식 투표 논란, 국회 한미FTA 날치기 강행 통과,  대학교 반값 등록금의 현실화 논란으로 인해 적지 않은 잡음이 일어났고 정권 말기에는 한일군사정보 협정의 밀실 체결 논란, 친인척 비리으로 인한 도덕성 타격, 헌정 사상 첫 대통령의 독도 방문로 인한 한일관계는 악화되었다.
2012년 여섯 번째 대통령 선거에서는 박정희 대통령의 딸이자 한나라당 대표 출신 새누리당의 박근혜가 당선되어 보수정권의 두번째 정권 연장이 2번째 성공했다. 박근혜 정부는 행복한 국민, 행복한 한반도, 신뢰받는 모범국가로 '희망의 새 시대'를 국정 철학으로 삼았다. 그러나 취임 전부터 기초연금 공약 후퇴 논란부터 시작해서 윤창중 청와대 대변인의 성추행 논란, 채동욱 검찰총장의 가족사 논란, 수서고속철도 민영화 논란 그리고 임기 2년 차에는 세월호 침몰 사고와 통합진보당 해산 임기 3년 차에는 메르스 사태, 성완종 스캔들, 북한 DMZ 목함지뢰 도발, 한일 위안부 문제 해결 논란 그리고 임기 4년 차에는 한국사 교과서 국정화 논란, 한일 위안부 협정과 개성공단 폐쇄, 주한미군의 방어 미사일 사드 배치, 한일 군사 정보협정 체결 논란으로 드러난 박근혜 정부의 미온적 대처로 사회적 비판과 불신을 받았다. 결정적으로 임기 말기인 2016년 말 불거진 박근혜-최순실 게이트로, 대규모 퇴진 시위를 거쳐 박근혜 대통령 탄핵 소추안이 국회에서 통과, 2017년 3월 10일 헌법재판소의 결정으로 대한민국 헌정 사상 최초로 박 대통령의 탄핵 인용으로 대통령 임기 5년를 채우지 못하고 파면되었다.
2017년 5월 대한민국 제18대 대통령 박근혜의 탄핵에 따른 일곱 번째 대통령 선거에서는 참여정부 인사 출신 더불어민주당의 문재인이 당선하여, 9년 5개월만에 진보 정권의 2번째 교체되었다. 임기 전반기에는 포항 지진의 대처부터 시작해서 평창올림픽 개최 성공부터 이명박 전 대통령 구속, 판문점 남북정상회담, 싱가포르 6.12 북미정상회담 등 한반도 9.19 평양 남북정상회담등 성과는 있지만 그러나 임기 중반기에는 하노이 2.28 북미정상회담 결렬, 조국 법무장관 후보자의 비리 논란으로 인한 대립와 분열, 김경수 경남지사의 드루킹 댓글 조작 사건 등으로 많은 논란이 일어났고 임기 후반기에는 코로나19의 대응으로 방역 정책에는 긍정적 평가는 있지만 오거돈 부산시장의 성추행 사건,박원순 서울시장 사망,개성공단 남북 연락사무소 폭파,LH 땅투기 논란 등 엄청난 비판을 받았다. 경제부분에서는 계속해서 증가하고 있는 나라 빚이 1,000조 돌파, 부동산 가격 대폭등으로 서민들의 경제 고통이 계속되고 있었다.
2022년 3월 여덟 번째 대통령 선거에서는 대한민국의 검찰총장 출신의 윤석열이 당선하여, 박근혜 전 대통령의 탄핵 이후 4년 10개월만 보수 정권의 3번째 교체되었다. 임기 시작 전부터 집무실을 서울 용산구에 있는 대한민국 국방부 청사쪽으로 이전했는데 그러나 임기 첫번째 해에는 국민의힘 내홍 사태, 언론사 출입 기자들와의 대통령실 출근길 질문 논란, 미국 대통령 조 바이든에게 향한 욕설 발언 논란, MBC를 향한 언론 탄압 논란, 대통령 집무실 용산 이전 논란, 국무위원 후보자들의 도덕성과 자질 논란, 검찰 출신 인사 편중 논란까지 적지 않은 잡음이 일어나고 10.29 이태원 참사의 수습 과정에 대한 위기관리 능력의 문제점과 북한군 무인기 영공 침범의 부실한 대응 그리고 부동산 가격 폭락, 금리 인상, 물가 상승로 인한 경제정책의 실책로 인해 여론에 질타을 많이 받았다. 임기 두번째 해에는 국민의힘 의원들의 설화 논란, 미국 비밀 도청 논란과 강제징용 대일 굴욕 외교 논란, 국민의힘와 극우 성향의 전광훈 목사간의 관계 문제, 근로시간 주 69시간 재편 논란, 한미 정상회담 보고 누락 논란에 따른 대통령실 외교안보 라인간의 불화 논란, 국회 법안 거부권 행사 논란, 후쿠시마 원전 오염수의 부실 검증 논란, 노조 불법 파업 대응 논란, 서울-양평간 고속도로 특혜 논란, 극한호우 대응 논란, 김건희 여사의 원정 쇼핑 논란, 새만금 세계 잼버리 대회의 부실 운영 문제, 일본 후쿠시마 원전 오염수 방류, 홍범도 장군 흉상 논란으로 인한 국내 여론 대응 문제, 이균용 대법원장의 국회 임명 동의안 부결 논란, 국군의 정신기본교육 기본교재 독도 기술 논란까지 여론이 너무 좋지 않았으며, 임기 세번째 해에는 김건희 여사의 주가 조작 & 50억 클럽 특검 법안 거부, 과학기술 예산안 삭감 논란, 대통령실 경호처의 과응 대응 논란, 윤석열 대통령과 한동훈 국민의힘 비상대책위원장간의 갈등까지 이런 구설수 때문에 집권여당-대통령의 지지율은 내려가면서 여론은 윤석열 정부의 출범보다 악화되었지만 지금의 지지율은 30% 초반~30% 후반대에서 정체되었다가 의사 수 증원에 따른 의사들의 투쟁 때문에 지지율이 40% 정도 회복되었지만 그러나 물가는 적절한 대응을 제대로 하지 못해 따가운 질책을 받았으며 의사 수 증원로 인한 의료계의 집단 반발로 의사들의 집단 사직로 환자들의 고통을 갈수록 악화을 되었고 환자들이 사망하는 사태가 빚었고 총선을 얼마 남지 않아서 윤석열 대통령은 대국민담화을 통해 의사 수 증가는 초고령화 사회을 앞둔 불가피한 선택이라며 국민들과 의료계에게 설득했지만 오히려 국민들과 의료계의 반응은 냉담하고 분노했다. 심지어 22대 총선 국민의힘 후보자들의 과거 구설수와 실언 그리고 도덕성 논란, 이종섭 호주대사 임명 강행과 도피 논란, 황상무 시민사회수석의 언론계에게 겨냥한 협박 발언 논란까지 터지면서 지지율은 다시 30% 중반 정도로 추락했다. 22대 총선에서 국민의힘이 대참패을 하자 지지율은 결국 20%대로 추락하는데 22대 총선 대참패 이후 용산 대통령실-야당이 장악하고 있는 국회간의 관계가 생각보다 최악이 되었다. 일본 사도광산의 유네스코 세계 문화 유산 등록의 대응 논란, 선거브로커 명태균 스캔들 연루 의혹, 북한 평양 무인기 침범 의혹까지 터지면서 지지율이 10%대로 추락한다. 2024년 12월 3일 위헌, 위법적인 비상계엄을 선포하여 2025년 4월 4일 대한민국 헌법재판소에 의해 역대 두번째로 탄핵 되었다.
2025년 6월 아홉번째 대통령 선거에서는 민선5~6기 경기 성남시장 출신이자 민선 7기 경기지사 출신의 이재명이 당선하며 3년 1개월만에 진보 정권의 3번째 교체되었다.

## 공화국의 성립 배경
1979년 전두환과 노태우 등을 위시한 신군부 세력은 제4공화국의 박정희 대통령 사망 이후 10·26 사건 수사와 12·12 군사 반란, 1980년 5·17 쿠데타를 통해 권력을 장악하였다. 전두환은 유신헌법에 따라 통일주체국민회의에서 선출되어 제11대 대통령에 취임하였고, 이후 제8차 헌법개정을 통해 제5공화국이 출범하였다. 제5공화국의 헌법은 대통령 선거인단에 의한 간선제로 선출된 7년 단임의 대통령이 국가원수와 행정수반의 지위를 갖는 것을 골자로 하는 등 형식적인 민주주의 절차를 따랐으나 국회해산권, 비상조치권, 헌법개정안 제안권 등이 제4공화국에 이어 대통령의 독자적인 권한으로 유지되면서 대통령에게 편향된 권력 구조를 보이게 되었다.
전두환 정부는 출범 전부터 신군부에 의한 5·18 광주 민주화 운동의 유혈진압으로 논란이 되었고, 출범 이후에도 언론 강제 통폐합, 정당 활동 제한으로 국민의 민주적 권리를 억압하였다. 그렇기에 천부인권적인 권리를 주장하는 국민의 저항 역시 계속되었다. 그리고 7년 간 해방 이후 최초의 동맹 파업인 구로동맹파업이 일어나는 등 민주주의에 대한 요구는 경제발전에 따라 점차 커져갔다. 이후 1987년 1월 박종철이 고문으로 사망하자 연일 시위가 그치지 않았으나, 이런 상황에서도 전두환 정권은 제5공화국 헌법에 따라 간접 선거로 치룰 예정이었던 대통령 선거의 민주정의당 후보로 1987년 6월 10일 전당대회에서 노태우를 지명하고자 하였다. 시민들은 이 날을 기해 직선제 개헌을 요구하는 대대적인 시위를 계획하였다. 이런 와중에 6월 9일 연세대학생 이한열이 시위 도중 최루탄에 맞아 중태에 빠지자 시민들의 분노는 극에 달하게 되었고 1987년 6월 10일 민주정의당 전당대회와 동시에 전국적인 시위(국민평화대행진)가 집회되었다.
결국 정부의 의중대로 1987년 6월 10일 노태우는 민주정의당 대통령 후보로 선출되었으나, 이한열 군의 사망으로 집회된 국민평화대행진을 시작으로 전국적인 반정부 시위(6월 민주 항쟁)가 일어났다. 그로 인해 제5공화국은 정치적 위기에 직면하였는데, 이때 노태우는 대통령 직선제 개헌, 김대중 사면복권 및 구속자 석방·사면·감형 등을 비롯 야당과 재야 세력이 주장해온 사항 등의 민주화 요구를 대폭 수용하고 대통령 직선제를 골자로 하는 내용의 8개항의 시국수습방안(6·29 선언)을 발표한다. 이것으로 제5공화국의 정치적 위기는 극복된다. 1987년 7월 전두환은 노태우의 6·29 선언을 전격 수용하였다. 그 내용은 다음과 같다.
1. 여, 야 합의하에 조속히 대통령 직선제 개헌을 하고 새 헌법에 의한 대통령 선거를 통해서 1988년 2월 평화적인 정부이양을 실행하도록 한다.
2. 직선제 개헌이라는 제도의 변경뿐만 아니라 이의 민주적 실천을 위하여 자유로운 출마와 공정한 경쟁이 보장되어 국민의 올바른 심판을 받을 수 있는 내용으로 대통령 선거법을 개정하여야 한다.
3. 정치권은 물론 모든 분야에 있어서의 반목과 대결이 과감히 제거가 되어 국민적 화해와 대단결을 도모하여야 한다.
4. 인간의 존엄성은 더욱 존중되어야 하며, 국민 개개인의 기본적 인권은 최대한 신장되어야 한다.
5. 언론자유의 창달을 위해서 관련제도와 관행을 획기적으로 개선해야 한다.
6. 사회 각 부분의 자치와 자율은 최대한 보장되어야 한다.
7. 정당의 건전한 활동이 보장되는 가운데 대화와 타협의 정치풍토가 조속히 마련되어야 한다.

8. 밝고 맑은 사회건설을 위하여 과감한 사회 정화 조치를 강구해야 한다.— 노태우의 6·29 선언

당시 그의 6·29 선언은 고독한 결단이라고 선전되고 연출되었으나 전두환의 기획과 지시에 의해 노태우가 연출했다는 주장도 있다. 노태우는 전두환의 육사동기였지만 전두환의 확고한 지배하에 있었으며 노태우의 개별적 자율성은 없었다 고 평가된다. 한편 이를 통해 강성 군부세력과 구별되는 온건 군부세력의 이미지를 구축함으로써 위기에 처한 군사정권을 안정시키는 동시에 강경파 군부와의 차별 및 군사 정권 인사들의 지지를 동시에 획득하였다.
1987년 새 헌법(제6공화국 헌법)이 통과되었고, 12월 16일 새 헌법에 따른 첫 대통령 선거가 열렸다. 이 선거에서 노태우가 당선되었고, 1988년 2월 25일 취임식과 함께 업무 수행을 시작하면서 제6공화국이 개막되었다.

## 경제
제6공화국이 수립된 직후 개최된 1988년 서울올림픽을 마치고 국민경제는 이전보다 비약적으로 성장하였다. 특히 1996년에는 경제성장과 발전의 결과로써 국제사회의 선진국들 간 경제기구인 OECD에 가입하였다. 그러나 1997년 급작스럽고, 압축적인 경제성장의 후유증과 정경유착, 외환보유고의 부족 등 다양한 요인이 중복하여 영향을 끼치며 1997년 외환 위기가 찾아왔고, 국민 소득은 다시 10,000달러 아래로 추락하였다. 원-달러 환율은 급상승하였고 실업률이 대폭 증가하는 등 경제적 부도라는 일련의 사태가 벌어졌으나, 금 모으기 운동 등의 다양한 국민적인 단합활동과 정부의 신자유주의 수용 등 정책과 의식 면에서 경제를 개선하며 2001년 8월 23일에는 4년만에 IMF 관리체제를 벗어나게 되었다.

## 정치와 헌법

제6공화국 선거 득표율과 정부 구성

제6공화국 헌법은 헌정 사상 최초로 여야 합의에 의해 개정된 헌법이라는 의미를 담고 있다. 대통령은 국민에 의한 직선제로 선출되며, 임기는 5년이고 중임할 수 없다. 헌법이 발효됨에 따라 국정감사권 부활 등이 명시되어 있었으며,
1987년 10월 27일 국민 투표로 확정되어 현재까지 개정 없이 이어지고 있다. 제6공화국 헌법은 1987년 제9차 헌법 개정을 통해 만들어졌고, 전문과 본문 10장 130조, 부칙 6조로 구성되어 있다. 이전의 다른 헌법과 비교할 때 특징적인 점은 여러 가지가 있다.
우선 기본권의 보장이 강화되었다. 또한 대통령은 국회해산권을 가지지 않으며, 비상조치권이 아니라 긴급명령권, 긴급재정·경제처분 및 명령권을 갖는다. 국회는 국정감사권을 가지며, 회기 제한이 사라졌다. 이러한 국회의 권한 증가를 통하여 제4공화국과
제5공화국 당시에 이루어지지 못하였던 삼권분립을 법제적으로 완성하게 되었으며 국회 임시회의 소집 요건의 완화로 대통령의 권한이 약화되고 국회의 지위가 강화되었다. 헌법재판의 경우 헌법위원회가 폐지되고 헌법재판소가 설치 및 강화되어 헌법재판과
탄핵의 심판 등 중대한 역할을 담당하게 되었다. 지방자치의 경우 5·16 군사정변 이후 비상조치법으로 인하여 시행되지 못하였던 탓에 여러 지방자치제도를 실현하기 위한 조항이 추가되었고 이는 1991년 지방선거와 현재의 전국동시지방선거 등
지방자치제도의 기틀을 마련하게 되었다.

## 정부 구분
- 노태우 정부 (1988년 ~ 1993년) 여당: 민주정의당 → 민주자유당 → 무소속
  - 노태우 정부라는 말도 쓰이지만, 일반적으로 이 시기만 "제6공화국" (약칭 6공)이라고 불리고 있다. 여기에서의 제6공화국은 전두환 정부을 제5공화국이라고 부르는 것에 비교하여 대체로 노태우 대통령 집권기만을 말한다.
- 김영삼 정부 (1993년 ~ 1998년) 여당: 민주자유당 → 신한국당 → 무소속
  - 김영삼 정부라는 말 대신에 일반적으로 "문민정부"라고 불리고 있다. 문민정부는 김영삼 대통령이 국정운영의 지표로 삼은 것으로써 군부정권과 대비되는 의미에서 문민(文民)을 사용하였다.
- 김대중 정부 (1998년 ~ 2003년) 여당: 새정치국민회의 → 새천년민주당 → 무소속
  - 김대중 정부 대신 "국민의 정부"가 더 흔히 사용된다. 제2의 건국이라는 슬로건과 김대중 대통령의 의지, 김대중 정부의 적극적 홍보로 여러 언론에서 김대중 정부 대신 이러한 명칭을 자주 사용한다.
- 노무현 정부 (2003년 ~ 2008년) 여당: 새천년민주당 → 무소속 → 열린우리당 → 무소속
  - 노무현 정부는 "참여정부"라는 명칭으로 잘 알려져 있다. 이 명칭은 참여민주주의를 중시하였던 노무현 대통령의 국정철학을 담았으며, 이후 정당의 명칭(국민참여당)에서도 활용된 바 있다.
- 이명박 정부 (2008년 ~ 2013년) 여당: 한나라당 → 새누리당
  - 이명박 정부는 초기에는 "실용정부"를 사용하였으나, 이명박 대통령이 이름을 걸고 국정을 운영하겠다는 뜻을 피력하며 "이명박 정부"를 사용해줄 것을 부탁하여 현재처럼 불리고 있다. 이외에도 이명박 대통령의 영어 이니셜을 딴 "MB 정부"라고도 불린다.
- 박근혜 정부 (2013년 ~ 2017년) 여당: 새누리당 → 자유한국당
  - 박근혜 정부는 초기에 인수위 당시 "민생정부" 등이 제시되기도 했으나 정부 명칭은 이전과 마찬가지로 대통령의 이름으로 결정되었다. 2016년 불거진 스캔들로 탄핵 소추안이 발의되었고 2017년 3월 10일에 대통령직에서 파면되었다.
- 문재인 정부 (2017년 ~ 2022년) 여당: 더불어민주당
  - 문재인 정부는 명칭으로 "더불어민주당" 정부라는 명칭을 칭하려고 여러번 강조 했지만 이전과 마찬가지로 대통령의 이름으로 결정되었다.
- 윤석열 정부 (2022년 ~ 2025년) 여당:  국민의힘
  - 윤석열 정부는 이전과 마찬가지로 대통령의 이름으로 결정되었다. 2024년 12월 발령한 위헌.위법적인 계엄으로 2024년 12월 14일 대통령의 임기가 정지되고 2025년 4월 4일 대통령이 파면되었다.
- 이재명 정부 (2025년 ~ 2030년) 여당: 더불어민주당
  - 이재명 정부는 주권이 국민한테 주어져 있다는 점으로 "국민주권정부" 라는 명칭으로 지었다

## 역대 정부

### 노태우 정부

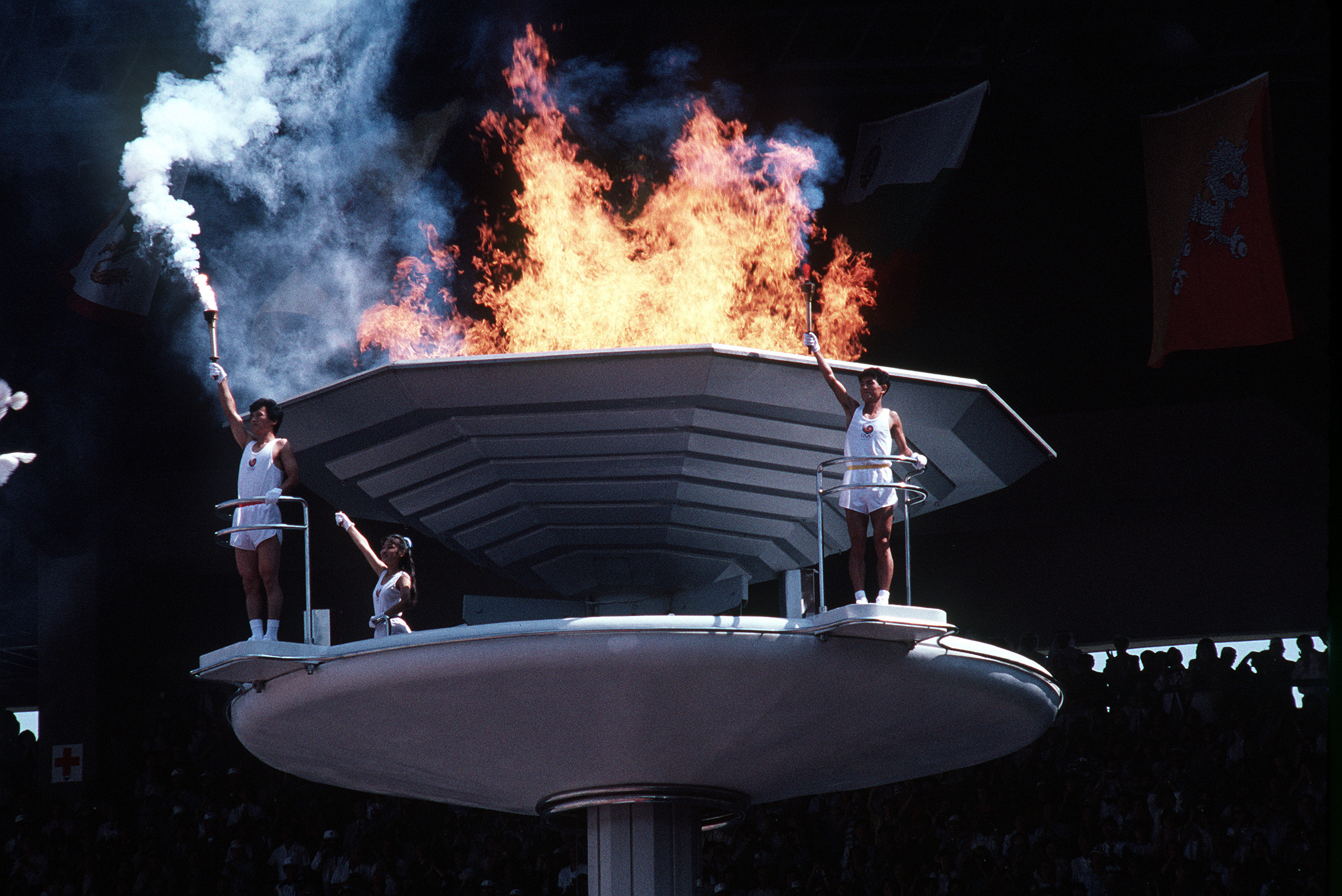
1988년 서울 올림픽

노태우 정부(盧泰愚政府)는 1987년의 6월 항쟁으로 1987년 12월 16일에 실시된 제13대 대통령 선거 결과로 성립된 제6공화국의 첫 번째 정부이다. 1988년 2월 25일 출범하여 1993년 2월 24일에 막을 내렸다. 제5공화국과 비교하기 위해 이 기간만을 제6공화국으로 칭하는 경우도 있다.
노태우는 민정당 대표 시절 6월 항쟁으로 계속된 국민들의 민주화 요구를 수용하여 6·29 선언을 발표하였다. 이를 계기로 5년 단임의 대통령 직선제를 골자로 하는 헌법이 마련되었으며, 같은해 국민투표를 거쳐 공포되었다. 노태우는 그해 12월 대통령 선거에서 대통령에 당선되었다.
노태우 정부는 재임 초기인 1988년에 서울 올림픽을 성공리에 개최하였다. 이후 노태우 정부는 소련(소비에트 연방)과 중국 등 공산주의 국가들과 외교 관계를 수립하는, 이른바 북방 외교을 추진하였다. 남북 관계에도 재설정 기조를 가지고 이전보다 적극적인 남북 교류를 추구하였다. 1991년에는 유엔에 대한민국과 조선민주주의인민공화국이 함께 가입하는 성과를 거두었다. 또한 같은해 남북 고위급 회담이 서울에서 열렸고, 한반도 비핵화 선언을 통해 핵전술 무기를 철수시키면서 북핵 우려를 해소하기 위해 노력하였다.
한편으로 군부 출신이라는 점으로 인해 국민들의 민주화 요구는 지속적으로 이어졌고, 1988년 제13대 총선에서 여소야대 정국이 되면서 정치적 불안정성이 심화되었다. 이를 해결하기 위해 노태우 정부의 여당인 민주정의당은 1990년 통일민주당, 신민주공화당과 함께 3당 합당을 결의하여 민주자유당을 창당, 안정적인 기반을 마련하게 되었다.

### 김영삼 정부
제6공화국의 두 번째 정부인 김영삼 정부는 문민정부(文民政府)라는 이름을 표방했으며, 1992년 12월 18일 제14대 대통령 선거 결과로 성립된 제6공화국의 두번째 정부이다. 1993년 2월 25일 출범하여 1998년 2월 24일에 막을 내렸다.
1992년 3당 합당의 결과로 대통령 선거에서 승리한 김영삼은 집권 초기 개혁 드라이브에 나섰다. 공직자들의 재산 등록과 금융 실명제 등을 단기간에 법제화하여 비리 일신 정책을 펼쳤고, 5·16 군사 정변 이후 중단되었던 지방 자치제를 1995년부터 전면 실시하였다. 과거 청산도 주요 정책으로 삼아 1993년에는 하나회 해체, 1995년에는 전두환, 노태우 전 대통령을 반란죄 및 비자금 조성 등의 혐의로 구속 기소하였으며, 1995년 광복 50주년에는 조선총독부 청사 건물을 철거하며 역사 바로잡기에 나섰다.

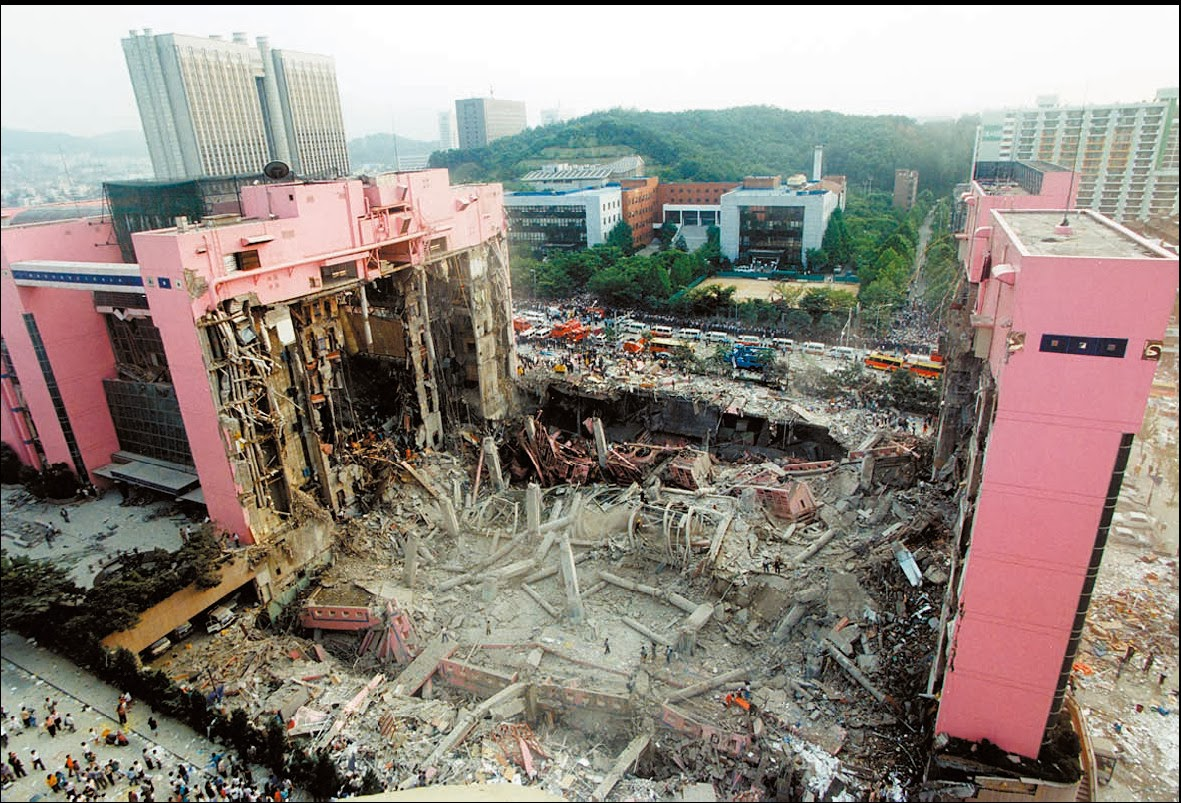
삼풍백화점 붕괴 사고

한편 남북 관계의 경우 집권 초인 1994년부터 북측의 핵확산 금지조약 탈퇴로 전쟁 위기가 감돌았고, 남북 정상 회담을 위한 예비 접촉이 이루어져 남북 관계가 진전될 기미를 보였지만 김일성이 사망하면서 남북 정상 회담이 무산, 김일성 조문 문제로 남북 관계는 다시 냉각되었다. 1996년에는 강릉지역 무장공비 침투사건 같은 북측의 도발도 이어졌다.
사회적으로는 1993년 서해훼리호 침몰 사고, 1994년 성수대교 붕괴 사건, 1995년 삼풍백화점 붕괴 사건 등의 대형 사고로 '사고 공화국'이라는 오명을 받았으며, 결정적으로 임기 막바지인 1997년 한보그룹 부도를 시작으로 외환위기를 맞아 IMF로부터 긴급자금을 지원받는 IMF 사태가 도래, 향후 수년간 많은 기업들과 국민들이 경제적으로 큰 어려움을 겪게 되었다. 뿐만 아니라 같은 시기에 아들 김현철 비리 등 각종 비리에 휘말려 치명타를 입으면서 김영삼 대통령은 불명예 퇴진을 겪게 되었다.

### 김대중 정부
제6공화국의 세 번째 정부인 김대중 정부는 국민의 정부(國民의 政府)라는 명칭을 표방했으며, 1997년 12월 18일 제15대 대통령 선거 결과로 성립된 제6공화국의 세번째 정부이다. 새정치국민회의와 자유민주연합이 'DJP 연합'을 이루어 단일 후보로 내세운 김대중이 대통령 선거에 승리함으로써 선거를 통한 사상 최초의 평화적인 여야 정권 교체를 이루어내며, 1998년 2월 25일 취임과 함께 출범해 2003년 2월 24일에 막을 내렸다.
국민의 정부는 임기 초반부터 본격적으로 시작된 외환 위기의 극복과 민주주의와 시장 경제 병행 발전을 천명하였으며, 이를 위하여 국정 전반의 개혁, 경제난의 극복, 국민 화합 실현, 법과 질서 수호 등을 국가적 과제로 제시하였다. 신자유주의 경제 정책을 본격화하면서 외환위기를 극복, 2001년 8월 23일에는 IMF 관리체제 종식 선언을 하게 되었다. 또한 국민 PC 정책과 초고속 인터넷망 보급, IMT-2000 등 정보통신 기술분야의 발전도 꾀하였다. 2002년 6월에는 한일 FIFA 월드컵을 성공리에 개최하였다.

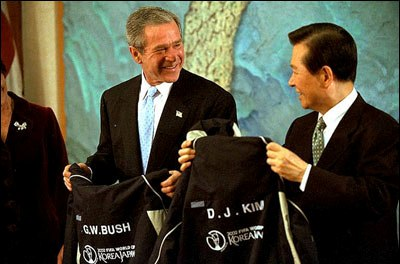
조지 부시 대통령과 함께 2002년 FIFA 월드컵 기념 옷을 들고 있는 김대중 대통령

무엇보다도 튼튼한 안보를 기초로 남북 화해 협력 정책을 더욱 적극 추진하는 이른바 '햇볕 정책'으로 남북 교류를 크게 활성화시켰다. 1998년 금강산 관광 사업을 시작한 것을 신호탄으로, 2000년 6월 15일에는 사상 첫 남북 정상 회담이 이루어져 김대중 대통령과 김정일 위원장이 만나 6·15 남북 공동선언을 발표하였다. 이를 통해 개성 공단 사업을 개시하고, 남북 이산 가족이 만나거나 같은해 올림픽 남북 동시입장 등의 이벤트로 남북 간의 긴장 완화와 협력이 급진전되었다. 김대중 대통령은 남북간의 평화적 관계 수립을 위한 공로로 사상 첫 노벨평화상을 수상하였다.
그러나 임기 중 최규선 게이트 사건, 윤태식 게이트 사건, 옷로비 사건, 새롬기술 사태, 이용호 게이트 사건 등의 비리 사건이 터지고, 이용호 게이트는 대통령이 직접 대국민 사과까지 하는 등 도덕성 문제는 여전했다는 비판도 받았다. 또한 대북 송금 사건과 임기중 벌어진 제1연평해전 (1999년), 제2연평해전 (2002년) 등의 군사적 갈등으로, 대북 정책에서 지나치게 일변도로 '퍼준 것'이 아니냐는 논란이 일었다.

### 노무현 정부
제6공화국의 네 번째 정부인 노무현 정부는 취임부터 참여정부(參與政府)라는 명칭을 표방했다. 2002년 12월 19일 제16대 대통령 선거 결과로 성립된 제6공화국의 네번째 정부이다. 노무현은 2003년 2월 25일 취임해 참여정부라는 시대를 여는 정부로 출범해 2008년 2월 24일에 막을 내렸다.
참여정부는 주요 국정 목표로 국민들과 함께 하는 민주주의, 더불어 사는 균형 발전 사회, 평화와 번영의 동북아시아 시대 등을 제시하였고, 권위적 정치문화의 극복과 지역구도 청산, 지방분권, 지역균형 발전적 등에 노력을 기울였다. 주요 정책으로는 행정수도 이전계획을 추진하였으며, 한미FTA, 4대 개혁 입법 등을 추진하였고, 과거사 정리위원회 설치로 역사 바로잡기를 이어갔다. 지역균형 발전을 위해 2004년 균형발전 3대 특별법을 제정한다. 한국전쟁 이후 처음으로 수도권 인구 유입이 감소하는 시점이다. 그러나 이명박 정부에 들어서며 균형발전 정책을 중단하며 지역균형발전 정책의 지속성이 희미하게 되었고 결국 2019년,수도권 인구는 50%를 돌파한다. 한편으로 김대중 정부의 햇볕정책을 계승하여 남북관계의 발전에도 힘을 기울였다. 개성공단 조성 완료와 남북철도 연결을 거행하였으며, 2007년에는 두번째 남북정상회담을 개최하였다. 2006년 북측의 사상 첫 핵실험 성공으로 위기 분위기가 조성되자 6자회담을 통한 적극적인 북핵외교를 추구하였으나 근본적인 해결에는 실패하였다는 평가를 받는다. 또한 2006년 북한이 첫 핵실험에 성공함에 따라 김대중 정권의 햇볕정책과 그것을 계속 이어나간 노무현 정권의 대북 사업은 "쌀을 핵으로 만들었다."러는 크나큰 오명을 쓰기도 했다.
정치 사회적으로는 비교적 정권 내내 혼란했던 시기로, 2003년 대북송금사건 특검과 열린우리당 창당으로 정권 초부터 야당과의 갈등이 극한에 달했고, 결국 2004년 3월에는 헌정 사상 최초 대통령 탄핵 소추라는 파국을 맞았다. 탄핵 직후 치러진 제17대 총선에서는 여당인 열린우리당이 압승을 거두고 대통령 본인도 탄핵이 기각되면서 안정적인 발판을 마련하였으나, 이후 재보궐선거와 지방선거의 참패로 국정동력은 힘을 잃었다. 사회적으로도 정몽헌 자살, 김선일 피살, 황우석 사건, 바다이야기, 아프간 피랍 사태 등의 큰 파문이 발생하였다. 정권 말기 레임 덕현상이 특히 심해 "이게 다 노무현 때문이다."라는 말이 유행하였다.
경제 정책의 경우 실질적인 성과가 없는 것처럼 보도되며 좌우 진영에서 비판적인 평가를 받았다. 특히 부동산 대책의 경우는 수차례 정부 대책을 세웠으나 폭등을 막지 못해 '집값 대란'이 발생하기도 하였으며, 체감 경제 지수는 밑바닥으로 떨어졌다. 이는 인위적인 경기 부양책을 활용하지 않은 최초의 정부로서의 시행착오일 것이다. 그러나 박근혜정부까지의 정부역사에서 전셋값 상승률은 5.9%에 그치며 가장 낮은 수치를 기록하였다. 노무현 정부의 부동산 정책을 신랄하게 비판하던 이명박 정부는 37.0%를 기록, 박근혜 정부는 40.3%를 기록한다. 공공임대주택 공급 실적을 보면, 참여정부는 54만호로 김대중 정부의 48만호, 이명박 정부의 44만호에 비하면 확연히 높은 수치라는 것을 확인할 수 있다. 또한 당시 OECD 국가 평균 주택 상승률이 121.8%일 때 노무현 참여 정부의 주택 가격 상승률은 109.3%에 그쳤다. 대외 수출 비중은 19.0%로, 전 정부인 김대중 정부의 3.6%에 비해 확연하게 늘었다는 것을 확인 할 수 있다. 이뿐 아니라 1인당 명목 국민소득 2만달러의 시대를 실현하였으며 외환보유액 또한 전 정부에 비해 5배 이상의 수치를 유지하며 안정적인 국정 운영의 기틀을 다졌다.  부동산 대책으로 인해 투기 심리가 위축되는 동시에 주식 시장이 급성장하면서, 종합주가지수와 코스닥 지수는 역대 최고치의 성장을 보였다. 또한 무역수지 및 경상수지 역시 5년 연속 흑자를 이어갔고, 수출 실적도 최고를 달성하였다. 2007년 8월에 발생한 서브프라임 모기지 사태로 이 시기 대한민국 또한 큰 타격을 입었다. 또한 집권 마지막해인 2008년까지 호주제 폐지, 이천 냉동창고 화재사고, 숭례문 방화사건까지 굵직한 이슈와 사건사고가 끊임없이 발생했다. 국민의 인권을 위한 사법을 향해 나아가기 위해 2003년, 개혁 방안 마련을 위한 사법개혁위원회를 설치한다. 뒤이에 2004년 사법제도개역추진위원회를 통해 구체적인 실현방안을 마련한다. 건국이래 복지 예산이 경제, 국방 예산을 추월한 최초의 정부이다.

#### 고건 권한대행 정부
고건 권한대행 정부는 2004년 3월 12일 국회에서 대통령 노무현의 탄핵소추안 가결로부터 2004년 5월 14일 헌법재판소에서 대통령 노무현의 탄핵이 기각된 기간을 말한다. 대통령 권한대행은 당시 국무총리였던 고건이었다. 당시의 임명장, 수훈, 법안 공포는 대통령권한대행 고건과 국무총리 고건의 명의로 각각 발행되었다. 탄핵안 가결 2개월만에 대통령 노무현의 탄핵안이 기각됨에 따라 노무현은 다시 대통령직에 복귀하게 되었다.

### 이명박 정부
이명박 정부(李明博政府)는 제6공화국의 다섯 번째 정부이다. 2007년 12월 19일 제17대 대통령 선거 결과로 성립된 제6공화국의 다섯 번째 정부이다. 10년만의 정권교체로 한나라당 이명박 후보가 당선됐으면 이명박은 2008년 2월 25일 취임 하였다. 2008년 2월 24일에 참여 정부 시대가 임기 종료로 막을 내리고 이후 제 16대 노무현 대통령 후임으로 출범한 정부이다 2013년 2월 24일에 막을 내렸다.
이명박 정부는 출범 당시 '작은정부' 구축을 위해 정부조직을 대대적으로 통폐합하여 개편안을 발표하였으며, '작은 정부, 큰 시장'을 큰 뼈대로 한 '경제살리기'를 목표로 하였다. 그러나 정권 교체 직후에 MBC PD수첩의 왜곡된 보도에 의한 한미 쇠고기 협상 논란으로 불거진 촛불 시위로 지지율이 20% 대까지 급락하는 등 정권에 대한 불신이 크게 발생했다. 이후 PD수첩의 조작 등이 드러나는 등 보도의 객관성에 의혹이 제기되자 지지율이 서서히 올라가는 모습을 보인다. 한편, 국책사업으로 4대강 살리기 사업을 추진하면서 대한민국의 4대 강인 한강, 낙동강, 영산강, 금강에서 일어나는 홍수에 의한 피해를 최소화했고, 농업용수의 공급을 보다 원활하게 하였으나, 과다한 국세가 지출되었다는 지적도 있다. 자원외교도 이명박 정부의 대표적인 정책 중 하나인데, 이것을 두고 성공한 정책이냐 실패한 정책이냐는 2020년에도 명확하게 밝혀진 바가 없다. 잠재적으로 수십 년 후의 자원들을 확보하는 계약이기 때문에 앞으로 얼마나 그에 따른 성과가 나오느냐에 따라 성패가 달렸다.
남북 관계의 경우 정권교체 직후에는 사이가 원만했으나 2008년 7월 갑작스러운 북한의 금강산 관광객 피격 사망 사건 도발과 잇다른 장거리 미사일 발사로 급속히 냉각되었으며, 2010년 3월 26일 천안함 피격 사건과 그로 인한 5·24 조치 시행, 그리고 11월 23일 연평도 포격 사건을 계기로 많이 냉각되었다. 또한, 북한의 계속되는 핵실험에 의해 북한-미국과의 사이도 나빠지는 등 북한 스스로 외교를 고립시킨 시기이다.

### 박근혜 정부
박근혜 정부(朴槿惠 政府)는 제6공화국의 여섯 번째 정부이다. 2012년 12월 19일 제18대 대통령 선거에서 당선된 박근혜는 2013년 2월 25일 취임하였다. 2013년 2월 24일에 이명박 정부 시대가 임기 종료로 막을 내리고 제 17대 이명박 대통령 후임으로 출범한 정부이다. 박근혜 전 대통령은 최초의 대한민국 여성 대통령이자 제 3, 4공화국의 주요 대통령이었던 박정희 전 대통령의 큰 딸로, 취임 당시 독재자의 딸이 대통령에 당선되었다는 논란이 불거졌다. 재임 중에는 창조경제를 경제 추진 원동력으로 과학 산업과 향후 유망한 분야의 투자 등을 주된 내용으로 여러 정책들을 추진하였다. 한편, 2014년 4월 16일 세월호 침몰 사고의 미동한 대처를 보여 지지율이 급락했고, 2016년 정윤회 문건 파동 등으로 또 한 번 지지율이 급락했다. 2016년 10월 전 승마 선수 정유라의 2014년 인천 아시안게임 당시 메달 획득과 관련하여 아시안 게임 및 대학 입학에서의 특혜와 관련된 논란이 불거졌고, 이후 정 선수의 어머니인 최서원이 박근혜의 최측근이었고 청와대를 자주 들락날락했다는 주변의 증언과 함께 스캔들이 점차 크게 부각되어 사회적 이슈로 발전하였으며, 이 시기에 박근혜 정부의 지지율이 상당한 타격을 입었다. 따라서 이 무렵 시행한 주한미군 사드 배치는 지지를 받기 어려웠으며, 한일 위안부 협상 그리고 대한민국 문화계 블랙리스트 진위 공방 등의 파문이 발생했다. 이로 인해 2016년 12월 9일 헌정사상 두 번째로 국회에서 탄핵 소추안이 가결되어 대통령 직무가 정지되었고, 2017년 3월 10일 헌법재판소에서 탄핵소추안을 인용(박근혜 대통령 탄핵)함에 따라 대통령직에서 파면되어 대통령 임기가 종료되었다. 이후 대통령 공백 기간 동안은 2017년 5월 9일까지 황교안 국무총리가 대통령의 권한을 대행했다.

#### 황교안 권한대행 정부
황교안 권한대행 정부는 대통령 박근혜가 직무정지를 당한 2016년 12월 9일부터 2017년 5월 10일까지이며, 총리 황교안이 궐위 중이던 대한민국의 대통령 권한대행을 하였다. 2016년 12월 9일부터 대통령 박근혜가 헌법재판소에서 파면되는 2017년 3월 10일까지의 1기와, 2017년 3월 10일 박근혜 대통령 파면선고 이후 5월 10일까지의 2기로 나뉜다. 내각의 인사는 박근혜 대통령이 직무정지 전 임명한 체제로 유지되었다.

### 문재인 정부
문재인 정부(文在寅政府)는 제6공화국의 일곱 번째 정부이다. 2017년 3월 10일 이전 정권 탄핵으로 예정보다 일찍 치러진 2017년 5월 9일 제19대 대통령 선거에서 당선된 문재인은 2017년 5월 10일 취임하였다. 이전 정부과는 다른 모습을 보이는 정부이다. 2016년 경주 지진 당시 느린 재난 안내 문자를 개선하여 2017년 포항 지진, 코로나 19 바이러스의 대응에 잘 대처했다는 평가가 있다. 청와대 사이트에 청원 게시판을 열어 정부에 바라는 점 혹은 사회적으로 대두시키고 싶은 현안을 국민들이 직접 올리고 서명할 수 있게 되었다.
2018년 4월 27일 10년 만에 남북정상회담이 이뤄지고 문재인 정부의 긍정적 성과에 사상최초 북미정상회담 등 의 긍정적 반응이 보여졌다.
2019년 조국 법무부 장관 자녀 입시 비리로 처음으로 문재인 정부의 부정적 지지율 다소 갈등은 있어지만, 다른정부들과 는 다르게 문재인 정부의 정의적인 면에서 코로나 19 재난지원등을 특히 잘 대처 한점이 이로써 정부에서 잘한 점이 긍정적으로 평가 되었다. 역대 대통령들의 지지율로 최초로 40%대의 높은 지지율을 유지하는 모습등 보인 최초의 정부이다. 문재인 정부는 2022년 5월 9일에 막을 내렸다.

### 윤석열 정부
윤석열 정부(尹錫悅 政府)는 제6공화국의 여덟번째 정부이다. 2022년 3월 9일 제20대 대통령 선거에서 국민의힘 윤석열이 대통령에 당선되고, 2022년 5월 10일 취임하였다. 2022년 5월 9일에 문재인 정부 시대가 임기 종료로 막을 내리고 제 19대 문재인 대통령 후임으로 출범한 정부이다. 임기 초반에는 이른바 윤석열 사단 인사들의 대거 발탁으로 인한 편중 인사 논란과 대한민국 대통령실 출입 기자들와의 소통 문제, 여소야대 상황에서 국회와의 갈등, 국민의힘 내부 갈등로 불안한 시기를 보냈다.
한중관계는 악화되고, 한러관계는 러시아-우크라이나 전쟁으로 인해 소원해지고, 남북관계는 이전보다 경색되었다.
2024년 12월 3일 기점으로 윤석열 대통령이 느닷없이 비상계엄을 선포하였다. 국회는 비상계엄 해제 요구 결의안을 상정, 국회 재석 의원 190명 전원 찬성으로 가결하였다. 윤석열 정부가 포고한 비상계엄은 헌법.법률적 위반 소지가 다분하여 야당은 정부를 내란혐의로 보고 긴급소집 회의를 하였다.
또한 제6공화국 이후 계엄 선포는 한 번도 없었다.  이로 인해 윤석열은 2024년 12월 14일 헌정사상 세 번째로 탄핵 소추안이 가결되어 2024년 12월 14일 저녁부로 직무가 정지되고 2025년 4월 4일 대통령직에서 파면되었다.

## 읽어 보기
- 노태우 정부
- 김영삼 정부
- 김대중 정부
- 노무현 정부
- 이명박 정부
- 박근혜 정부
- 문재인 정부
- 윤석열 정부
- 이재명 정부